# Obaku Dokuryu
Obaku Dokuryu (独立 性易, 1596-1672) est un poète, peintre, moine et érudit japonais de la période Edo. 
Né en Chine, Dokuryu s'enfuit au Japon durant la conquête mandchoue résultant du manifeste des Sept Grandes Causes d'irritation. Après s'être installé dans un temple Zen Ōbaku et s'être fait moine, il produit de nombreuses calligraphies. Il meurt en 1672. Quelques-unes de ses œuvres sont exposées au musée d'art d'Indianapolis.